# Robert Musil
Robert Musil, dal 1917 al 1919 Robert Edler von Musil (Klagenfurt, 6 novembre 1880 – Ginevra, 15 aprile 1942), è stato uno scrittore e drammaturgo austriaco.
Il suo capolavoro è il romanzo incompiuto Der Mann ohne Eigenschaften (L'uomo senza qualità), una delle pietre miliari della letteratura di tutti i tempi, di cui il primo volume pubblicato nel 1930, prima parte del secondo volume edita nel 1933, e ultima parte, rimasta incompiuta dopo la morte dell'autore.

## Biografia
Musil, figlio di Alfred e di sua moglie Hermine Bergauer, si trasferì ancora in fasce con la famiglia a Chomutov, in Boemia, dove il padre dirigeva il Mechanische Lehrwerkstaette. Dopo la scuola elementare e la prima classe del liceo scientifico frequentate a Steyr, nell'Alta Austria, e a Brno, frequentò il collegio militare di Eisenstadt nel Burgenland e di Mährisch-Weißkirchen, oggi Hranice in Cechia.
Nel 1897 iniziò l'addestramento di ufficiale d'artiglieria all'accademia militare di Vienna, che però abbandonò nel dicembre dello stesso anno per iscriversi a ingegneria meccanica al politecnico di Brno. Con qualche amico si interessava di letteratura e fondò una sorta di cenacolo, frequentando insieme il teatro e leggendosi a vicenda alcuni testi. Tra le sue letture preferite troviamo Nietzsche, Emerson e Maeterlinck, oltre a Il piacere di D'Annunzio e a Ashantee di Altenberg. Nel contempo aveva le prime relazioni con le donne.
Finiti gli studi, superò l'esame di ingegnere nel luglio 1901. La stessa estate conobbe Herma Dietz, una ragazza la cui storia racconterà in Tonka. L'amico Gustav Donath conobbe a sua volta Alice Charlemont, che diventa sua moglie e sarà ritratta da Musil nel personaggio di Clarisse in L'uomo senza qualità. Da ottobre, lo scrittore prestò un anno di servizio militare volontario in fanteria, durante il quale si ammalò di sifilide.
Lavorò poi come assistente all'istituto tecnico di Stoccarda fino al 1903, dove per vincere la noia cominciò a scrivere il Törless. Decise quindi di studiare filosofia, psicologia, matematica e fisica all'Università di Berlino. Si laureò nel 1908 in filosofia, con una tesi sulle teorie di Ernst Mach e molti contrasti con il relatore Carl Stumpf. Intanto frequentava l'amico Johannes von Allesch, che lo spinse verso la psicologia della Gestalt; chiese in sposa Herma (ma la famiglia di lei si oppose) e finì di scrivere il Törless, sua prima opera pubblicata.
Ormai aveva scelto, al posto d'una possibile carriera accademica, di diventare scrittore. Conobbe Martha Marcovaldi, nata Heimann (1874-1949), di origine ebraica, che poi diventerà sua moglie. Venne invitato da Alexius Meinong a intraprendere la carriera accademica a Graz, ma egli rifiutò, continuando intanto a scrivere. Nel 1909, pubblicò la novella La casa incantata sulla rivista Hyperion, diretta da Franz Blei. Fu però ancora costretto a fare altri lavori per guadagnarsi da vivere. Fino al 1910 fu editore della rivista di letteratura e arte Pan, fondata a Berlino nel 1895, poi lavorò come bibliotecario all'istituto tecnico di Vienna, dove sposò Martha il 14 aprile 1911.
Lo stesso anno uscì Unioni, contenente le due novelle Il compimento dell'amore e Veronika, ma il volume non ottenne i favori della critica sperati. Musil si mise allora a scrivere di argomenti scientifici. A Berlino, dove si era spostato, collaborò alle riviste Der Loser Vogel, Die Aktion, Die Weißen Blätter e Die Neue Rundschau. Di quest'ultima divenne redattore nel 1914, leggendo con entusiasmo Henri Bergson e Walther Rathenau. Poi scoppiò la Prima Guerra Mondiale.

### Ufficiale al fronte
Nella Grande Guerra Musil fu di stanza come ufficiale al fronte italiano in Trentino (in particolare presso la Valsugana e la Valle dei Mocheni), oltre che al confine con l'Altopiano di Asiago e partecipò alla quinta battaglia dell'Isonzo. Per ripetuti attacchi di stomatite ulcerosa venne ricoverato negli ospedali di Brunico, Innsbruck e Praga, quindi rientrò a Bolzano. Durante la permanenza al fronte sud-tirolese (che gli valse una medaglia di bronzo) conobbe Lene Maria Lenzi, poi ritratta nella novella Grigia, e il generale Maximilian Becher, modello di Stumm von Bordwehr in L'uomo senza qualità. Dal febbraio 1915 al marzo 1916, Musil fu di stanza in Valsugana, nello specifico tra Palù del Fersina, Pergine Valsugana, Levico Terme, Carzano, Caldonazzo .
Dal 1916 fu a Bolzano come redattore della Soldaten-Zeitung, una rivista militare di propaganda là pubblicata, per la quale scrisse diversi articoli pubblicati anonimamente. Nel 1917, il padre di Robert fu nobilitato dall'Imperatore Carlo I e ricevette il titolo di "Edler von" (Nobile), che - essendo ereditario - spettò anche a Robert. Nonostante il titolo e la promozione a capitano, avvenuta nel novembre 1917, Musil aveva scarsa attitudine alla superbia. Nel 1918 venne fondato un nuovo giornale propagandistico, Heimat, nella cui redazione Musil conobbe Franz Werfel.

### Dopo la guerra
Dalla fine del conflitto Musil lavorò fino al 1920 per il Ministero degli Esteri austriaco a Vienna. Fino al 1922 era consigliere per le questioni militari. Nel 1921 pubblicò I fanatici (commedia alla quale lavorava dal 1908). Collaborò alla Neue Rundschau e alla Prager Presse, recensendo libri di svariati argomenti (di questo periodo è il suo famoso saggio contro Oswald Spengler). Ormai guadagnava abbastanza, e nel 1921 comprò una casa in Rasumofskygasse 20, a Vienna. L'anno successivo però, per tagli al bilancio, il suo posto venne soppresso; uscirono intanto Grigia e Tonka. Tra le letture è da notare l'importanza di Ludwig Klages.
Nel 1923 uscirono Le due amanti (frammento de L'uomo senza qualità comprendente le pagine su Leona e Bonadea), La portoghese e la farsa Vincenz e l'amica degli uomini importanti, rappresentata l'anno successivo con successo. Negli anni seguenti, passati a Vienna, visse del suo lavoro come critico di teatro e saggista, ma la sua situazione finanziaria era difficile. Dal 1923 al 1929 fu vicepresidente dell'associazione protettrice degli scrittori tedeschi in Austria, il cui presidente era Hugo von Hofmannsthal. Nel 1924 esce Tre donne (un volume con Grigia, La portoghese e Tonka). Nel 1925 ricevette un anticipo dall'editore Rowohlt per la stesura de L'uomo senza qualità (al tempo ancora intitolato La spia o La sorella gemella o Il redentore).
Nel 1927 fondò un'associazione rilkiana (con Alfred Döblin, Gerhart Hauptmann, Hofmannsthal e Alfred Kerr). Nei Diari aumentavano i riferimenti più o meno polemici a Thomas Mann e Sigmund Freud (mentre con l'adleriano Hugo Lukács intraprese nel 1928 una breve analisi). Il 4 gennaio 1929 cominciò la stesura definitiva del suo grande romanzo, ma la tensione era molto alta e, tra un'operazione alla cistifellea e un esaurimento nervoso, procedeva a fatica. Una ripresa dei Fanatici in un teatro di Berlino fu un fiasco. Nel 1930 uscì comunque il primo volume. La critica ne fu entusiasta, ma poche furono le copie vendute. Nel frattempo, scrisse l'importante saggio Letterato e letteratura e rimase impressionato dalla lettura di Rudolf Carnap.
Nel 1931, Musil si spostò nuovamente a Berlino, dove lavorava come critico di teatro per i giornali Prager Presse, Wiener Morgen e Tag, ma vi rimase solo fino alla presa di potere dei nazisti di Hitler nel 1933, quando tornò a Vienna per via del pericolo che la moglie ebrea correva in Germania. Nel 1933 uscì il secondo volume de L'uomo senza qualità. Sebbene la stampa nazista attaccasse il romanzo, Musil si rifiutò di collaborare a Die Sammlung, rivista di antinazisti fondata da Klaus Mann. Venne poi fondata una società di amici ("Musil-Gesellschaft") che cercava di aiutarlo per il sostentamento e raramente riceveva un regalo da qualche mecenate, ma la situazione economica era disperata.
Nel 1936 uscirono le Pagine postume pubblicate in vita. L'anno successivo, malgrado le difficoltà di salute, tenne la famosa conferenza Sulla stupidità. Nel 1937 escono 11 aforismi col titolo Da un brogliaccio, sulla rivista Die Rappen. Dopo l'annessione dell'Austria alla Germania nel 1938, Musil emigrò subito con sua moglie, attraverso l'Italia, in Svizzera. Si stabilirono a Zurigo e poi a Ginevra nel 1939, dove lui lavorava ancora alle bozze del terzo volume (modificando e aggiungendo interi capitoli), quando morì il 15 aprile 1942. Il suo corpo viene cremato e le ceneri disperse, come per sua volontà, in un bosco nelle vicinanze.

## Importanti riconoscimenti
- Nel 1923 riceve il Premio Kleist.

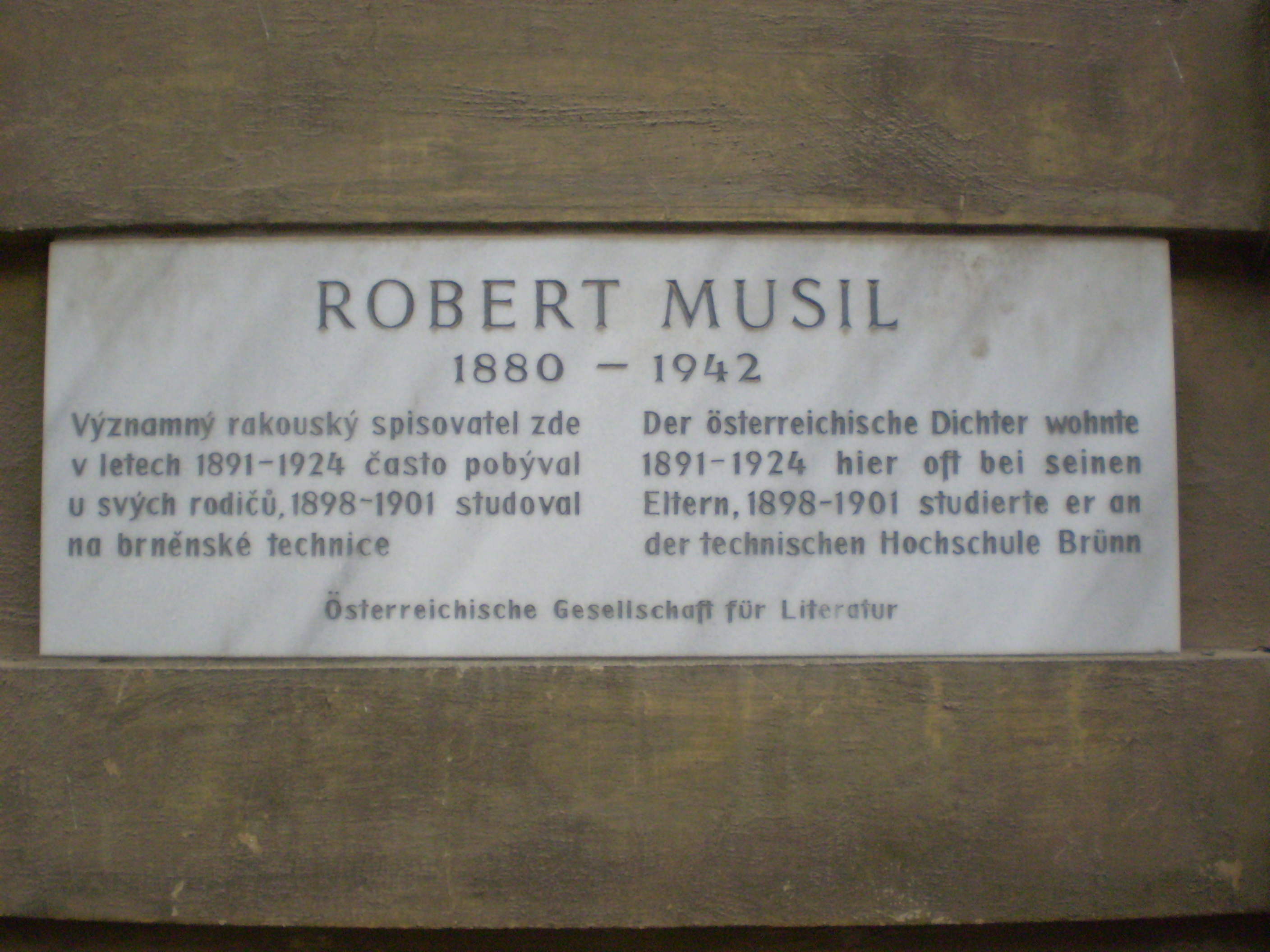
Lapide commemorativa di Robert Musil a Brno

- Nel 1924, anno in cui perde tutti e due i genitori, viene onorato con il premio dell'arte della città di Vienna (insieme con Alban Berg e Anton Webern).
- Nel 1927 tiene un discorso a Berlino in occasione della morte di Rilke.
- Nel 1929 Musil viene premiato con il Gerhart-Hauptmann-Preis (premio letterario Gerhart Hauptmann).

## Carattere
Confermato dalle pagine del Diario, l'uomo Musil risultava per lo più scontroso, antipatico, impacciato nei rapporti con gli altri, curatissimo nella persona e negli abiti, ma dal portamento troppo militaresco, oltre che eccessivo nell'uso del tabacco e del caffè. Alcuni testimoni dicono che la moglie aveva un posto enorme nella sua vita. Sembra che fosse un "nevrotico". 
Nella motivazione per cui l'Accademia dei poeti tedeschi nel 1932 elegge al suo posto Gottfried Benn (Musil riceve un solo voto) si dice che era "troppo intelligente per essere un poeta".

## Attività letteraria

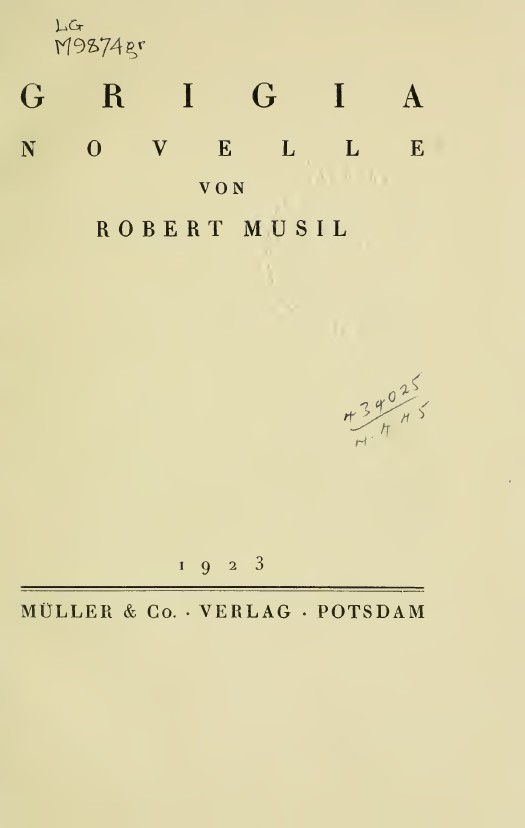
Grigia (1923)

Nel 1906, mentre studiava all'università di Berlino, Musil pubblicò il suo primo romanzo intitolato Die Verwirrungen des Zöglings Törleß (I turbamenti del giovane Törless), ispirato dall'esperienza degli anni a Mährisch-Weißkirchen. Si tratta di un romanzo di educazione in collegio, dove il protagonista, cadetto Törless, sul finire dell'adolescenza, vive diversi episodi di brutalità e tensioni psicologiche e sessuali che lo portano a lasciare il collegio. Con gli amici Beineberg e Reiting, egli scopre che un tale Basini, compagno di classe codardo, ha rubato e vuole denunciarlo, ma gli amici preferiscono approfittarne e rendere il ladro loro succube. Anche Törless, come prima di lui Reiting e Beineberg, si fa coinvolgere in un rapporto omosessuale con il ragazzo, che ormai sedotto e quasi masochista non fa che aumentare il sadismo contro di sé fino alle torture che Beineberg e Reiting vorrebbero gli fossero inflitte da tutta la classe. Qui Törless decide di avvertirlo del pericolo e gli consiglia di auto-denunciarsi al direttore dell'istituto. Quindi lascia il collegio. Alla vicenda sono associati, appunto, i suoi "tormenti" interiori, dubbi di natura fisica e morale.
In Vereinigungen ("Incontri", 1911) sono raccolti tre racconti scritti nel 1908: Die Vollendung der Liebe ("Il compimento dell'amore") dove Claudine va a trovare la figlia Lilli in collegio e durante il viaggio viene sedotta da uno sconosciuto in treno. La figlia non è stata concepita dal marito, ma da un dentista statunitense con cui lei ha avuto una relazione e il viaggio si offre a Claudine come occasione per ripensare alla propria vita e alle proprie aspettative. Anche Veronika in Die Versuchung der stillen Veronika, che respinge un amante e ne apprende il suicidio (non per causa di lei), e il tenente Demeter Nagy in Das verzauberte Haus ("La casa incantata") sono racconti più di introspezione e relazioni psicofisiche che trama riassumibile. E sono tutti racconti attorno al tema della fedeltà amorosa e dell'esperienza limite tra sogno e realtà.
Per la commedia Die Schwärmer ("I fanatici"), pubblicata nel 1921, Musil ricevette il premio letterario Kleist-Preis. Si tratta di una commedia in tre atti intorno a un adulterio. La scena è quella di una casa di campagna dove i personaggi, Thomas, scienziato e insegnante, e la moglie Maria, con Regine, sorella di Maria, e Josef, suo marito, intrecciano discorsi e destini con Anselm, innamorato di Regine. Il tema, più che l'adulterio in sé, ruota attorno a quale valore dare al tradimento, alla sua osservazione scientifica ed al sentimento distorcente della felicità.
Nel 1924 venne pubblicata Vinzenz und die Freundin bedeutender Männer ("Vincenzo e l'amica degli uomini importanti"). Si tratta di una farsa in tre atti che ruota attorno alla camera di Alpha, affascinante ed efebica "amica di uomini importanti" con i suoi corteggiatori Börli, che non riesce a ottenerne la mano e vorrebbe suicidarsi, Vinzenz, divertito e disincantato, che ha preso soldi dal marito di lei per farsi scoprire nel suo letto e avviare il divorzio, e altri amici di lei che vengono presi in giro con l'illusione del metodo per vincere al gioco. Piena di battute ironiche e gesti grotteschi, la farsa si conclude con lei che decide di sposare uno dei suoi corteggiatori. Apprezzata per certe trovate, la farsa è stata però anche giudicata troppo meccanica e gelida.
Nello stesso anno uscì il ciclo di novelle Drei Frauen. Si tratta di Grigia, novella ispirata dall'esperienza della Valle dei Mòcheni fatta durante la guerra, in cui un tale Homo si lascia travolgere dagli eventi senza reagire, rimanendo in una caverna d'alta montagna italiana (dove ha una relazione con una donna, Grigia) intrappolato dal marito di lei che riesce a fuggire. La seconda novella, Die Portugiesin, tratta di una donna che per diversi anni subisce l'indifferenza del marito in un castello di un paese fra Bressanone e Trento. È che lui, della stirpe dei von Ketten, è tutto preso dalla battaglia per la proprietà di un pezzo di terra da sottrarre all'arcivescovo, il quale però muore. Venendo a mancargli motivo di vivere, anche il marito della donna si ammala. Diventa feroce e geloso di un ospite portoghese che viene coinvolto suo malgrado nell'odio che regna nel castello. Solo un gatto malato, che avvicina tutti e tre, li fa sentire in colpa e fa presagire loro l'imminente loro stessa morte. Poi il marito cerca il portoghese nella stanza della moglie, ma lui è partito. La terza novella, Tonka, è la storia di una giovane e umile commessa viennese che si lega con un uomo di una classe sociale più elevata e ne resta incinta. Ma lui è malato e lei non ne ha fiducia. Lui d'altra parte accetta di dare il proprio cognome al figlio per sola ripicca contro la sua famiglia. La donna, però, poco prima del parto, muore. Le tre novelle sono accomunate da un sentimento di attesa, come se qualcosa di tragico stesse per accadere, e i personaggi femminili sono simili, impenetrabili e decadenti.
Primi appunti riguardo alla sua opera principale, il romanzo incompiuto Der Mann ohne Eigenschaften (L'uomo senza qualità), si trovano già nei suoi diari del 1905. Nel romanzo (in due volumi, interrotto al capitolo 38 della III parte), la monarchia austro-ungarica alla vigilia della guerra rappresenta simbolicamente la crisi della società moderna. Musil cominciò a scrivere il romanzo negli Anni Venti e ci lavorò fino alla fine della sua vita. Il primo volume venne pubblicato nel 1930 ed ebbe notevole successo critico. Nel 1933 venne pubblicata la prima parte del secondo volume. L'ultima parte del romanzo, rimasta incompiuta, venne pubblicata postuma nel 1943, dalla vedova a proprie spese (si tratta di 14 capitoli presunti conclusi e altro materiale in stato di abbozzo). Nel 1952, fu stampata un'edizione rivista in un solo volume. Tra i personaggi, Ulrich (l'uomo senza qualità, segretario "dilettante"), Walter (l'artista), sua moglie Clarissa (dedita a curare i matti fino a impazzire anche lei), Gerda (ebrea che partecipa a un movimento di giovani cristiani), Arheim (industriale), Agathe (sorella "incestuosa" del protagonista) ecc. Il libro, anche per la mole, è considerato una specie di labirinto inafferrabile nel suo significato ma con stile parodistico della scienza e del discorso critico. La trama anche qui è di minima importanza, e si legge soprattutto per le digressioni dell'autore e per le volute del suo umore e della sua tecnica espressiva. In questo senso è stato paragonato ad altri due capolavori della modernità, l'Ulisse di Joyce e Alla ricerca del tempo perduto di Proust, rispetto ai quali però (soprattutto rispetto alla ricchezza umana del secondo) è più distaccato, quasi disumano.
Nel 1936, Musil pubblicò a Vienna la raccolta di saggi Nachlaß zu Lebzeiten (Pagine postume pubblicate in vita).
Nel 1955 esce, postumo, a cura del filologo Adolf Frisé, il volume «che riunisce oltre cinquecento pagine di taccuini, i saggi di estetica, di letteratura e di vita contemporanea, i ritratti di critici, gli autoritratti, le glosse, i frammenti e i discorsi (tra gli altri quello su Rilke, quello sul poeta e il tempo, sulla stupidità, che è del 1937». Nel 1997 Luigi Malerba recensendo il volume Einaudi Lo stolto, di Socrate, Eulenspiegel, Pinocchio e altri trasgressori del senso comune, di Diego Lanza, avrà modo di scrivere ancora: «In una famosa conferenza sulla stupidità tenuta a Vienna nel 1937, Robert Musil affermava in apertura che la stupidità può assomigliare perfettamente al progresso, al talento e alla speranza, ma "chi al giorno d'oggi abbia l'audacia di parlare della stupidità, corre gravi rischi"».

## Opere

### Romanzi
- Die Verwirrungen des Zöglings Törleß, 1906.
  - Il giovane Törless, traduzione di Giorgio Zampa, Milano, Lerici, 1959; Collana UEF, Milano, Feltrinelli, 1965; Introduzione di Giorgio Zampa, Collana BUR, Milano, Rizzoli, 1974, 1988, 1999, ISBN 978-88-17-15095-8; Collana Assonanze n.19, Milano, SE, 2013, ISBN 978-88-771-0991-0.
  - I turbamenti del giovane Törless, traduzione di Anita Rho, Collana I Coralli, Torino, Einaudi, 1959; Collana Nuovi Coralli, Einaudi, 1983; Collana ETascabili, Einaudi, 1990; a cura di Bianca Cetti Marinoni, con testo originale a fronte, Collana ET - Serie bilingue, Einaudi, 2003, ISBN 88-06-16063-X.
  - Il giovane Törless, introduzione e traduzione di Bianca Cetti Marinoni, Collana I grandi libri, Milano, Garzanti, 1978, 1992, ISBN 88-11-58215-6.
  - I turbamenti del giovane Törless, traduzione di Giulio Schiavoni, Collana Oscar, Milano, Mondadori, 1987, 1992, ISBN 88-04-36145-X.
  - I turbamenti dell'allievo Törless, traduzione e cura di Enrico Ganni, introduzione di Franco Marcoaldi, Collana UEF, Milano, Feltrinelli, 1994-2025, ISBN 88-07-82106-0.
  - I turbamenti del giovane Törless. I riti di iniziazione dell'adolescenza, traduzione e presentazione di Anna Corbella Ortalli, Collana Acquarelli, Bussolengo, Demetra, 1994.
  - Il giovane Torless introduzione di Italo Alighiero Chiusano, traduzione di Andrea Landolfi, Collana Biblioteca Economica Newton, Roma, Newton Compton, 1995, ISBN 88-7983-798-2.
  - I turbamenti dell'allievo Törleß, a cura di Fabrizio Cambi, Collana Gli elfi, Venezia, Marsilio, 2006, ISBN 88-317-8879-5.
- Der Mann ohne Eigenschaften, romanzo incompiuto, 1930-1933-1943.
  - L'uomo senza qualità, 3 voll. (I: 1956; II: 1958; III: a cura di Eithne Wilkins ed Ernst Kaiser, introduzione di Cesare Cases) traduzione di Anita Rho, Collana Supercoralli, Torino, Einaudi, 1956-1962; Collana I Millenni, Einaudi, 1965; Collana gli Struzzi n.26, Einaudi, 1972.
  - L'uomo senza qualità, nuova edizione italiana a cura di Adolf Frisé, traduzione di Anita Rho, Gabriella Benedetti e Laura Castoldi, introduzione di Bianca Cetti Marinoni, Collana NUE n. 221, Torino, Einaudi, 1996; Collana ETascabili, Einaudi, 1997, ISBN 88-06-17382-0.
  - L'uomo senza qualità. Pagine inedite, traduzione e cura di Claudia Sonino, Collana Biblioteca delle Silerchie, Milano, Il Saggiatore, 1983.
  - L'uomo senza qualità, edizione e presentazione di Adolf Frisé, traduzione, note e bibliografia di Ada Vigliani, 2 voll. (vol. I: 1992; vol. II e Scritti inediti: 1998), Collana I Meridiani, Milano, Mondadori, 1992, ISBN 978-88-043-5774-2, 1998, ISBN 978-88-044-1972-3.
  - L'uomo senza qualità, trad. riveduta e cura di Ada Vigliani, Collana Oscar Classici Moderni, Milano, Mondadori, 2013; Collana Oscar Baobab. Moderni, Mondadori, 2021, ISBN 978-88-047-4155-8.
  - L'uomo senza qualità, versione integrale dell'edizione originale, traduzione di Irene Castiglia, introduzione e cura di Micaela Latini, Roma: Newton Compton, 2013 ISBN 978-88-541-4675-4
- Der Erlöser, prima stesura, risalente al 1921-1922, de L'uomo senza qualità.
  - Il redentore, a cura di Walter Fanta, traduzione di Ada Vigliani, introduzione di Luigi Reitani, Collana Letteratura Universale. Gli Anemoni, Venezia, Marsilio, 2013, ISBN 978-88-317-1656-7.

### Racconti e novelle
- Das verzauberte Haus (prima versione de Die Versuchung der stillen Veronika), in Hyperion, 1908.
  - La valla incantata, trad. di Paola Maria Filippi, con un saggio di Alessandro Fontanari e Massimo Libardi, Trento, Reverdito Editore, 1986.
- Vereinigungen. Zwei Erzählungen, 1911. [contiene le due novelle Il compimento dell'amore e La tentazione della silenziosa Veronika]
  - Incontri. Due racconti (1911), traduzione di Anita Rho, in Tre donne, Torino, Einaudi, 1960; Collana Nuovi Coralli n.267, Torino, Einaudi, 1980-1999, ISBN 88-06-49734-0.
  - Congiungimenti, traduzione di Giacinto Spagnoletti, Introduzione di Claudio Magris, Roma, Newton Compton, 1976.
  - Incontri, a cura di Dario Pontuale, Prefazione di Manuela Fraire, traduzione di Lidia Castellani, Collana Talismani, Roma, Kogoi Edizioni, 2013.
  - in Romanzi brevi, novelle e aforismi, Introduzione di Cesare Cases, Collezione Biblioteca dell'Orsa, Torino, Einaudi, 1986, ISBN 88-06-59550-4.
- Drei Frauen, novelle, 1924.
  - Tre donne. Novelle (1924), traduzione di Anita Rho, Collana I Coralli n. 120, Torino, Einaudi, 1960; Collana Nuovi Coralli n. 54, Einaudi, 1973, ISBN 978-88-06-37465-5. [contiene: Grigia,[24] La portoghese, Tonka; anche le due novelle di Incontri]
  -  Tre donne, traduzione di Ada Vigliani, Collana I ponti, Venezia, Palingenia, 2025.
- L'uomo matematico, traduzione di Andrea Casalegno, in Racconti matematici, a cura di Claudio Bartocci, Collana Supercoralli, Torino, Einaudi, 2006; Collana ET, Einaudi, 2007, ISBN 88-06-18825-9.
- Narra un soldato e altre prose, a cura di Claudia Ciardi, traduzione di Claudia Ciardi e Elisabeth Krammer, Collana Ocra gialla, Pistoia, Via del Vento edizioni, 2012, ISBN 978-88-6226-066-4. [contiene cinque brevi frammenti inediti in Italia]

### Teatro
- Die Schwärmer. Schauspiel in drei Aufzügen, 1921.
  - I fanatici, traduzione di Anita Rho, Collezione di teatro, Torino, Einaudi, 1964, ISBN 88-06-07104-1.
- Vinzenz und die Freundin bedeutender Männer, 1926.
  - Vinzenz e l'amica degli uomini importanti, contributi di Aloisio Rendi, traduzione di Italo Alighiero Chiusano, Collezione di teatro, Torino, Einaudi, 1963, ISBN 88-06-07096-7.
- Teatro, a cura di Massimo Salgaro, Collana I Classici, Imola, CUE Press, 2020.

### Saggi
- Beitrag zur Beurteilung der Lehren Machs, tesi di Dottorato discussa all'Università di Berlino nel marzo 1908.
  - Sulle teorie di Mach, traduzione di Mazzino Montinari, Collana Piccola Biblioteca n. 3, Milano, Adelphi, 1973, ISBN 88-459-0157-2.
- Das Unanständige und Kranke in der Kunst, in Pan, 1911.
- Nachlaß zu Lebzeiten, 1936.
  - Pagine postume pubblicate in vita, traduzione di Anita Rho, Collana Coralli, Torino, Einaudi, 1970; Collana Nuovi Coralli, Einaudi, 1981; Collana Arcipelago stranieri, Einaudi, 2004, ISBN 88-06-17015-5; Collana Testi e documenti, Milano, SE, 2021, ISBN 978-88-672-3593-3.
  -  Pagine postume pubblicate in vita, trad. e cura di Peter Girardi, Collana Il piacere di leggere, Milano, La Vita Felice, 978-88-934-6622-6.
- Über die Dummheit, Conferenza tenuta su invito della Werkbund austriaca,[25] tenuta a Vienna l'11 marzo e ripetuta il 17 marzo 1937, Bermann-Fischer Verlag, Wien 1937.
  - Discorso sulla stupidità, traduzione di Aloisio Rendi, a cura di Giancarlo Mazzacurati, postfazione di Giuseppe Recchia, Brescia, Shakespeare & Company, 1979; Magreglio, Shakespeare and Kafka, 1990.
  - Sulla stupidità e altri scritti, traduzione di Andrea Casalegno, introduzione di Roberto Olmi, Collana Oscar, Milano, Mondadori, 1986; Milano, Archinto, 2003, ISBN 978-88-7768-297-0.
- La conoscenza del poeta. Saggi [1911-21], Prefazione e traduzione di Claudia Monti, Collana Tasco n. 19, Milano, SugerCo, 1979.
- Osservazioni su una nuova drammaturgia del film, traduzione di Veronika Mariaux, in «Cinema & Cinema», n. 34, 1983, pp. 3–8 e n. 35/36, pp. 10–17.
- La guerra parallela, traduzione di Claudio Groff, con un saggio di Alessandro Fontanari e Massimo Libardi, Collana Biblioteca, Trento, Reverdito Editore, 1987; a cura di Fernando Orlandi, traduzione rivista di Claudio Groff, Collana I fuochi, Rovereto, Nicolodi, 2003, ISBN 88-8447-091-9; Collana I Narratori, Scurelle (TN), Silvy, 2012, ISBN 978-88-976-3425-6.
- Il letterato e la letteratura, traduzione e cura di Silvia Bonacchi, Collana Germanica, Milano, Guerini, 1994, ISBN 88-7802-480-5.
- Saggi e lettere, 2 voll., contributi di Bianca Cetti Marinoni, traduzione di Andrea Casalegno, Bianca Cetti Marinoni, Lalli Mannarini, Roberta Malagoli e Magda Olivetti, a cura di Bianca Cetti Marinoni, Collana NUE n. 219, Torino, Einaudi, 1995, ISBN 88-06-13210-5.
- Lettera a una signorina sconosciuta, traduzione di Elisabetta Dell'Anna Ciancia, Milano, Henry Beyle, 2014, ISBN 978-88-976-0865-3.
- Il lecchino, traduzione di Elisabetta Dell'Anna Ciancia, Nota di Luigi Mascheroni, Milano, Henry Beyle, 2015, ISBN 978-88-976-0881-3.
- Europa inerme, a cura di Vincenzo Vitiello e Francesco Valgussa, Collana Narrazioni della conoscenza, Moretti & Vitali, 2015, ISBN 978-88-718-6612-3.
- L'Europa smarrita. Tre saggi sull'illusorietà della razza e della nazione, a cura di Alessandro Ottaviani, testo originale a fronte, Collana Nautilus, Sesto San Giovanni, Meltemi, 2019, ISBN 978-88-551-9019-0. [contiene: "Spirito ed esperienza", "La nazione come ideale e come realtà" e "L'Europa smarrita"]

### Diari
- Diari: 1899-1941, a cura di Adolf Frisé, introduzione e traduzione di Enrico De Angelis, 2 voll., Collana NUE n. 173, Torino, Einaudi, 1980, ISBN 88-06-51110-6.